# Regensburg (Schiff, 1915)
Die Regensburg wurde ursprünglich als Kleiner Kreuzer für die Kaiserliche Marine gebaut. Sie war das zweite und letzte Schiff der Graudenz-Klasse. Nach Flottendienst von 1915 bis 1918 musste das Schiff 1920 an Frankreich ausgeliefert werden.
Als Strasbourg war das Schiff von 1922 bis 1929 als Kreuzer im Dienst der französischen Marine Nationale. Danach diente es als Wohnschiff in Lorient, wo es 1940 von der deutschen Wehrmacht konfisziert und 1944 im Hafen versenkt wurde.

## Geschichte

Die Regensburg 1918

Der Oberbürgermeister von Regensburg, Hofrat Bleyer, taufte das Schiff am 25. April 1914. Die Indienststellung war am 3. Januar 1915. Am 10. März 1915 waren die Erprobungen beendet.

### Erster Weltkrieg
Das Schiff kam zur II. Aufklärungsgruppe. Es nahm vor allem an Vorstößen in Nord- und Ostsee teil und begleitete Minenoperationen.
Am 23. März 1915 war die Regensburg, zusammen mit ihrem Schwesterschiff Graudenz sowie den Kleinen Kreuzern Stralsund und Rostock, an der Beschießung von Palanga im heutigen Litauen beteiligt. Dies sollte die südlich von Palanga liegende Stadt Memel entlasten. Im Mai 1915 begleitete die Regensburg Minenunternehmungen auf der Doggerbank. Im August 1915 war das Schiff dann wieder in der Ostsee und nahm – zusammen mit den Schiffen der II. Aufklärungsgruppe und dem I. Geschwader – an mehreren Vorstößen in den Rigaer Meerbusen teil. Hierbei wurden Andreasburg und Kap Ristna mit seinem Leuchtturm auf der Insel Dagö beschossen. Im September 1915 verlegte die Regensburg wieder in die Nordsee, wo sie unter anderem am Handelskrieg im Skagerrak und Kattegat teilnahm.
Im Frühjahr 1916 unternahm sie diverse Vorstöße nach Westen oder Norden und begleitete mehrere Minenunternehmungen in die Hoofden und zur Amrumbank. Am 25. April 1916 wurden, unter dem Befehl von Konteradmiral Friedrich Boedicker, Lowestoft und Great Yarmouth beschossen. Die II. Aufklärungsgruppe bekam hierbei mit britischen Leichten Kreuzern Gefechtsberührung. In der Skagerrakschlacht war die Regensburg Flaggschiff des II. Führers der Torpedoboote (Kommodore Heinrich). Am Morgen des 1. Juni 1916 half sie bei der Übernahme der Besatzung vom sinkenden Schlachtkreuzer Lützow. Ab Juli 1916 unternahm der Kreuzer mit der II. und IV. Aufklärungsgruppe Vorstöße in die nördliche Nordsee sowie nach Westen bis zur Insel Schiermonnikoog. Bis Ende 1916 folgten mehrere ähnliche Unternehmungen. So war die Regensburg auch am 5. November 1916 mit dabei, um den bei Horns Riff gestrandeten U-Booten U 20 und U 30 zu helfen.
Von März bis Juli 1917 wurde das Schiff in der Kaiserlichen Werft in Kiel gründlich überholt und umarmiert auf sieben 15-cm-Geschütze. Danach wurde die Regensburg Flaggschiff der IV. Aufklärungsgruppe. In dieser Funktion nahm sie an der Sicherung von diversen Minenverbänden sowie an der Besetzung der Baltischen Inseln (Ösel-Unternehmen) teil. Ab November 1917 war das Schiff wieder in der Nordsee im Einsatz. Bis Mai 1918 fuhr es die üblichen Einsätze. Im Spätsommer 1918 sicherte die Regensburg Minenräumarbeiten im Finnischen Meerbusen als Vorbereitung zur Besetzung von Kronstadt und Sankt Petersburg (siehe „Unternehmen Schlußstein“).

### Nachkriegszeit
Am 7. November 1918 wurde das Schiff in Glücksburg außer Dienst gestellt. Auf Befehl des Reichsmarineamtes wurde es wieder einsatzklar gemacht und verlegte am 17. November nach Wilhelmshaven. Dort wurde es in der Kaiserlichen Werft überholt, und man baute sämtliche Waffen aus. Die Regensburg musste nicht mit in die Internierung nach Scapa Flow. In der Folgezeit führte sie mehrere Fahrten im Zuge der Waffenstillstandsverhandlungen durch. Im Januar 1919 geleitete sie das Linienschiff Baden, das noch nach Scapa Flow ausgeliefert werden musste, und kehrte mit dessen Besatzung nach Kiel zurück. Im Mai 1919 musste die Regensburg zwei U-Boot-Druckdocks nach Harwich überführen.

## In französischem Dienst
Am 19. Mai 1920 wurde die Regensburg schließlich außer Dienst gestellt und am 4. Juni 1920 als „Schiff J“ an Frankreich ausgeliefert. Dort wurde sie im Mai 1922 als Strasbourg bei der 3. Division leichter Kreuzer der Mittelmeerflotte in Dienst gestellt, bei der zwei weitere ehemals deutsche Kreuzer dienten, die Metz ex Königsberg und die Mulhouse ex Stralsund. Die Strasbourg nahm 1922/23 am Türkei-Einsatz und 1925 am Einsatz vor der marokkanischen Küste teil. Die Division wurde im Dezember 1926 in „2. Division“ umbenannt und im August 1928 zur Atlantikflotte nach Brest verlegt.
Die Strasbourg befand sich zu diesem Zeitpunkt im Nordmeer. Um an den Rettungsbemühungen für Umberto Nobiles Luftschiff Italia teilzunehmen, hatte die französische Marine ein Latham-47-Flugboot entsandt. Der mit den Bedingungen in der Arktis nicht vertrauten französischen Crew hatten sich der norwegische Polarforscher Roald Amundsen und sein Pilot Leif Dietrichson angeschlossen. Seit dem 18. Juni 1928 war die Maschine zwischen Norwegen und Spitzbergen verschollen. Daraufhin wurde die gerade aus Korinth in Quiberon eingetroffene Strasbourg am 20. Juni zu einer Hilfsfahrt ins Nordmeer befohlen. Sie nahm in Brest und Cherbourg noch Ausrüstung und Versorgungsgüter auf und erreichte Tromsø, den letzten Startort der Latham, am 29. Juni. Am 1. Juli traf sie in Spitzbergen ein. Inzwischen hatte man am 20. Juni das Lager („Rotes Zelt“) der Italiener entdeckt, und Nobile war als einziger bis jetzt am 23. Juni ausgeflogen worden. Die Strasbourg erwies sich als wenig geeignet für die Gewässer um Spitzbergen mit ihren vielen Eisbergen. Der Kreuzer konnte selbst wenig suchen, und sachdienliche Hinweise für den Verbleib der französischen Maschine wurden auch nicht gefunden. Er lief daher nach Harstad zurück, um sich dort am 20. Juli zu versorgen. Am 22. Juli war er wieder in Tromsø, wo am nächsten Tag der am 16. Juli aus Frankreich ausgelaufene Tanker Durance mit zwei kleinen Schreck-Flugbooten vom Typ FBA 17 eintraf, die dem Kreuzer gute Suchmöglichkeiten gaben.

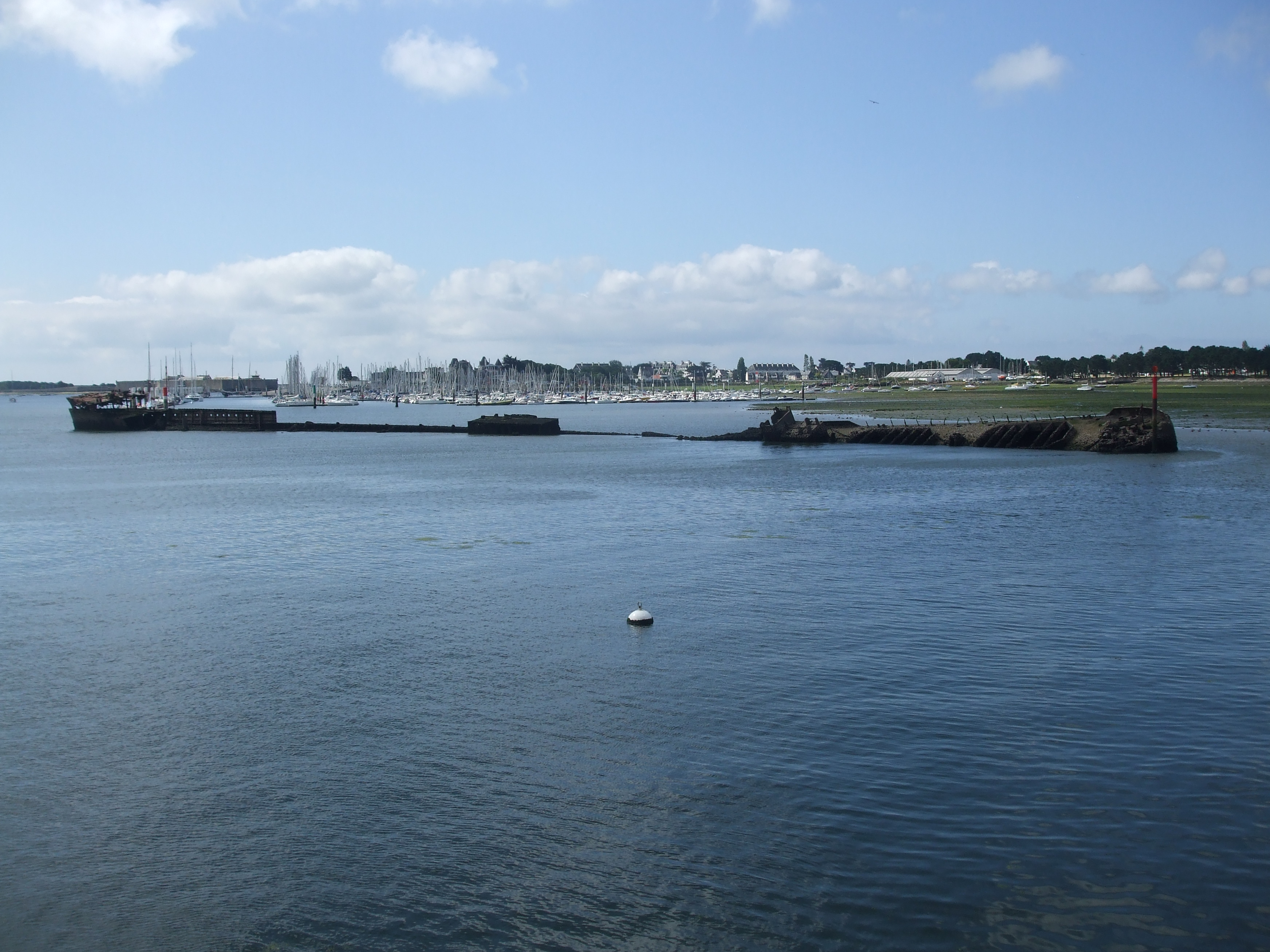
Wrack der Regensburg, 2012 (vom U-Boot-Bunker aus fotografiert)

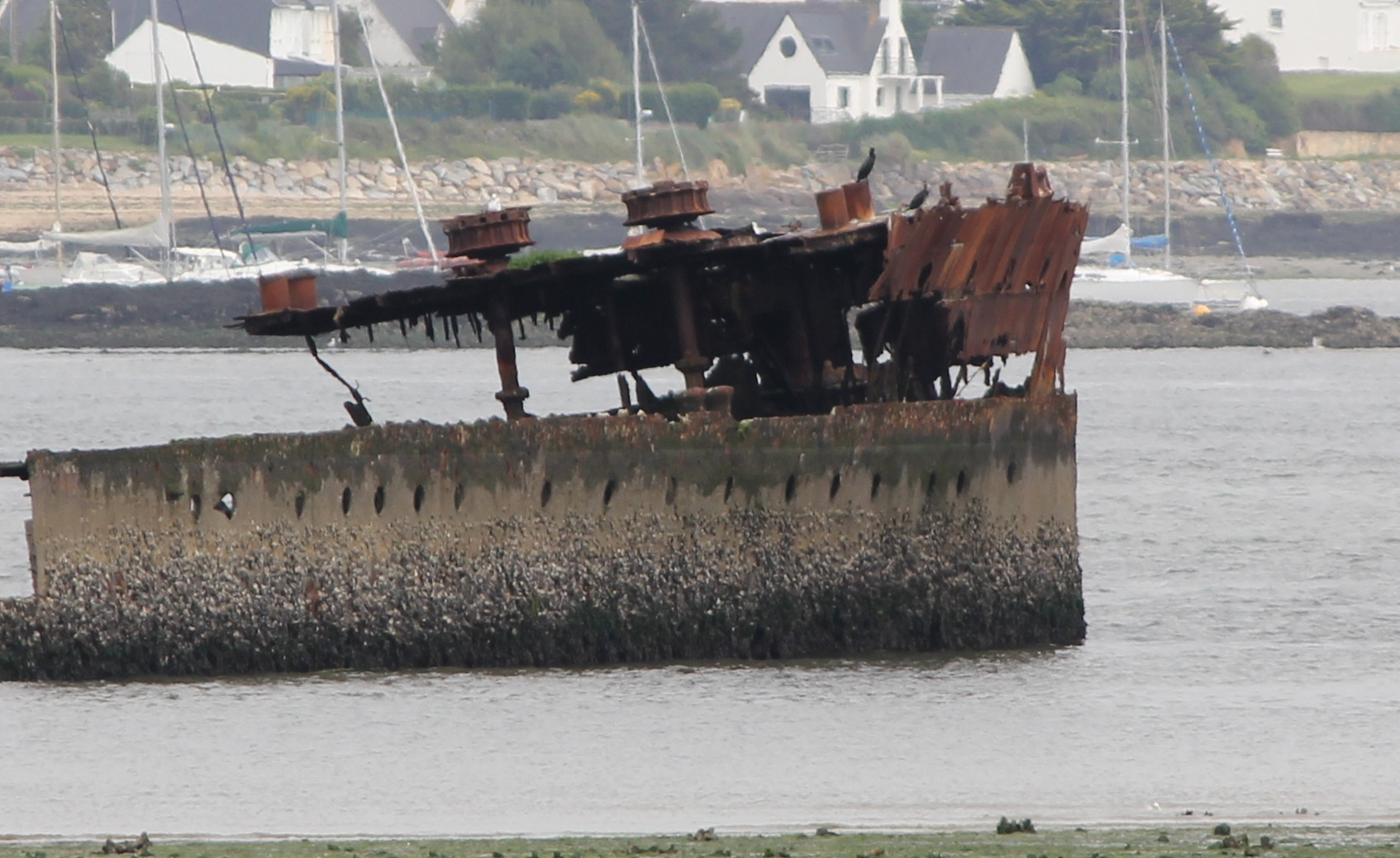
Der Bug des Wracks, 2012

Die Strasbourg setzte dann unter Konteradmiral Herr die Suche fort, unterstützt von dem Fischereischutzschiff Quentin Roosevelt, einem weiteren französischen Schiff und der norwegischen Marine. Am 17. September 1928 wurden sie nach 80 Tagen in der Arktis abgezogen, da alle gefundenen Anzeichen auf einen Totalverlust der Maschine mit Amundsen hindeuteten. Die Strasbourg hatte nur einen Stütz-Schwimmer der Latham gefunden. Sie besuchte auf dem Rückweg noch Bergen und Reykjavík und traf Mitte Oktober wieder in Brest ein. Mit über 33.000 sm Fahrtstrecke in fünf Monaten hatte sie einen neuen Rekord für ein französisches Kriegsschiff aufgestellt.
Die Strasbourg wurde im Dezember 1929 in die Reserve überführt.
Am 15. Dezember 1936 wurde die ehemalige Regensburg aus der Liste der Kriegsschiffe gestrichen. Von den Deutschen wurde der alte Kreuzer nach der Besetzung Frankreichs 1940 nach Lorient geschleppt, wo er als Wohnschiff während des Baues der dortigen U-Boot-Bunker diente. 1944 wurde er vor der U-Boot-Basis versenkt, um Torpedoangriffe gegen deren Tore zu behindern und als Fixpunkt eines Sicherungsnetzes zu dienen. Das Wrack der Regensburg liegt noch heute auf Position 47° 43′ 31″ N, 3° 22′ 9″ W.
Das gleiche Schicksal erlitt die ehemalige Stralsund, die auch von den Deutschen als nicht abgewracktes Überbleibsel des zuletzt französischen Kreuzers Mulhouse in Brest vorgefunden wurde.

## Kommandanten
| 3. Januar bis März 1915            | Fregattenkapitän/Kapitän zur See Ernst Ewers | 1873 – 1940 | Konteradmiral |
| März bis August 1915               | Kapitän zur See Wilhelm Widenmann            | 1871 – 1955 |               |
| August 1915 bis Februar 1917       | Korvetten-/ Fregattenkapitän Bruno Heuberer  | 1873 – 1935 |               |
| Februar bis September 1917         | Fregattenkapitän Otto Seidensticker          | 1874-       |               |
| September 1917 bis August 1918     | Fregattenkapitän Wolfgang Wegener            | 1875 – 1956 | Vizeadmiral   |
| August bis 7. November 1918        | Fregattenkapitän Karl Keller                 | 1875 – 1943 |               |
| 17. November 1918 bis 19. Mai 1920 | Korvettenkapitän Albert Gayer                | 1881 – 1930 | Konteradmiral |

## Trivia
Der bekannteste Besatzungsangehörige der Regensburg dürfte der nachmalige Marineschriftsteller Fritz-Otto Busch gewesen sein, der 1917/18 als Artillerieoffizier auf dem Kreuzer diente.